# Duché de Vasconie
VIIe siècle – 1063 (Bataille de La Castelle)
Entités précédentes :
- Vasconie

Entités suivantes :
- Duché d'Aquitaine

Le duché de Vasconie, en latin ducatus Vasconiae, est une entité politico-militaire existant du début du VIIe siècle (vers 600, création du duché par les Mérovingiens) au milieu du XIe siècle (1063, bataille de La Castelle).
Le duché est établi dans le sud-ouest de l'Aquitaine par les Francs mérovingiens afin de soumettre les Vascons (populations vivant au sud de la Garonne) à leur autorité, mais les ducs acquièrent rapidement une grande autonomie, étant de fait indépendants de 660 à 770. 
À l'époque carolingienne, le duché de Vasconie, considéré comme une dépendance du royaume d'Aquitaine, joue un rôle notable dans les relations entre le royaume franc et l'Espagne musulmane, notamment en ce qui concerne le contrôle de la ville vasconne de Pampelune, ce qui donne lieu à trois batailles de Roncevaux, dont la plus célèbre est celle de 778, sous le règne de Charlemagne. 
Après le partage de l'Empire carolingien (traité de Verdun, 843), dans le cadre de la Francie occidentale carolingienne, puis du royaume de France des Capétiens, le ducatus Vasconiae est couramment appelé dans la langue locale (le gascon) ducat de Gasconha et en français « duché de Gascogne »,. 
Le duché de Vasconie de l'époque mérovingienne correspond au territoire de la province romaine de Novempopulanie créée vers 300 (à l'exception de la plus grande partie de l'ancienne civitas Boatium à la civitas Burdegalensium). Cette région située entre la Garonne et les Pyrénées est appelée par les Vascons Vasconia citerior, la Vasconia ulterior (ou Saltus Vasconum) se trouvant au sud des Pyrénées, avec Pampelune pour principal centre urbain (évêché). Cette Vasconie ultérieure, qui fait partie du royaume wisigoth à partir de la fin du Ve siècle, doit faire face à partir du VIIIe siècle à la menace de l'Espagne musulmane (califat omeyyade de Damas, puis émirat omeyyade de Cordoue), mais aussi à la convoitise des rois, puis empereurs, carolingiens. La date de 824 est importante : après la troisième bataille de Roncevaux, le prince vascon Eneko Arista devient le premier roi de Pampelune, événement à l'origine du futur royaume de Navarre (1162-1512).
Le royaume de Pampelune constitue d'ailleurs une menace permanente pour les ducs de Vasconie, jusqu'en 1063, date de la bataille de La Castelle, remportée par le duc d'Aquitaine Guillaume VIII.

## Éléments lexicaux et sources
Le mot latin Vasconia est attesté dès le IVe siècle dans un poème de Paulin de Nole. Le mot Vascones est attesté dès le Ier siècle, dans des textes de Pline l'Ancien et de Juvénal. Selon Félix Gaffiot, Vascones (Vascons) désigne « un peuple qui habitait des deux côtés des Pyrénées » et il ajoute entre parenthèses : « les Basques ». 
Le mot Gasconia, écrit avec un son g se substituant au son w, est attesté seulement à la fin du XIIe siècle, dans un texte latin de l'« Anonyme de Ravenne ».

## Contexte historique
- Royaumes francs
- Rois mérovingiens
- Royaume wisigoth
- Rois puis empereurs carolingiens
- Royaume d'Aquitaine
- Conquête musulmane de l'Hispanie

## Histoire du duché de Vasconie

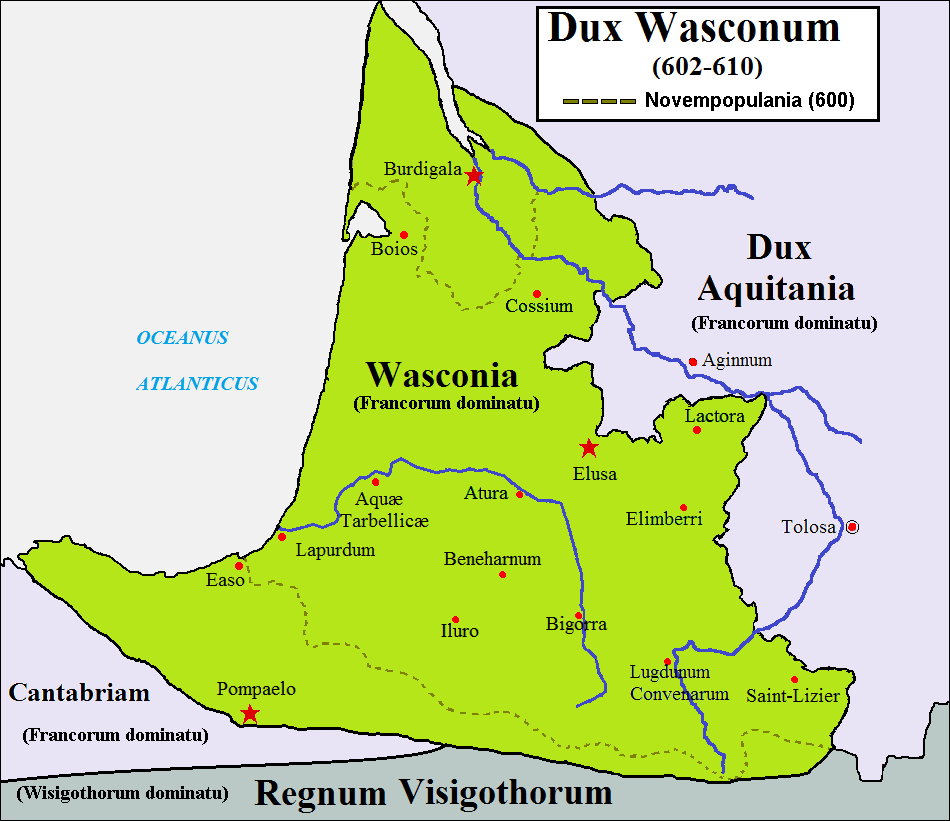
Duché de Vasconie (602-610) avec Genial comme duc.

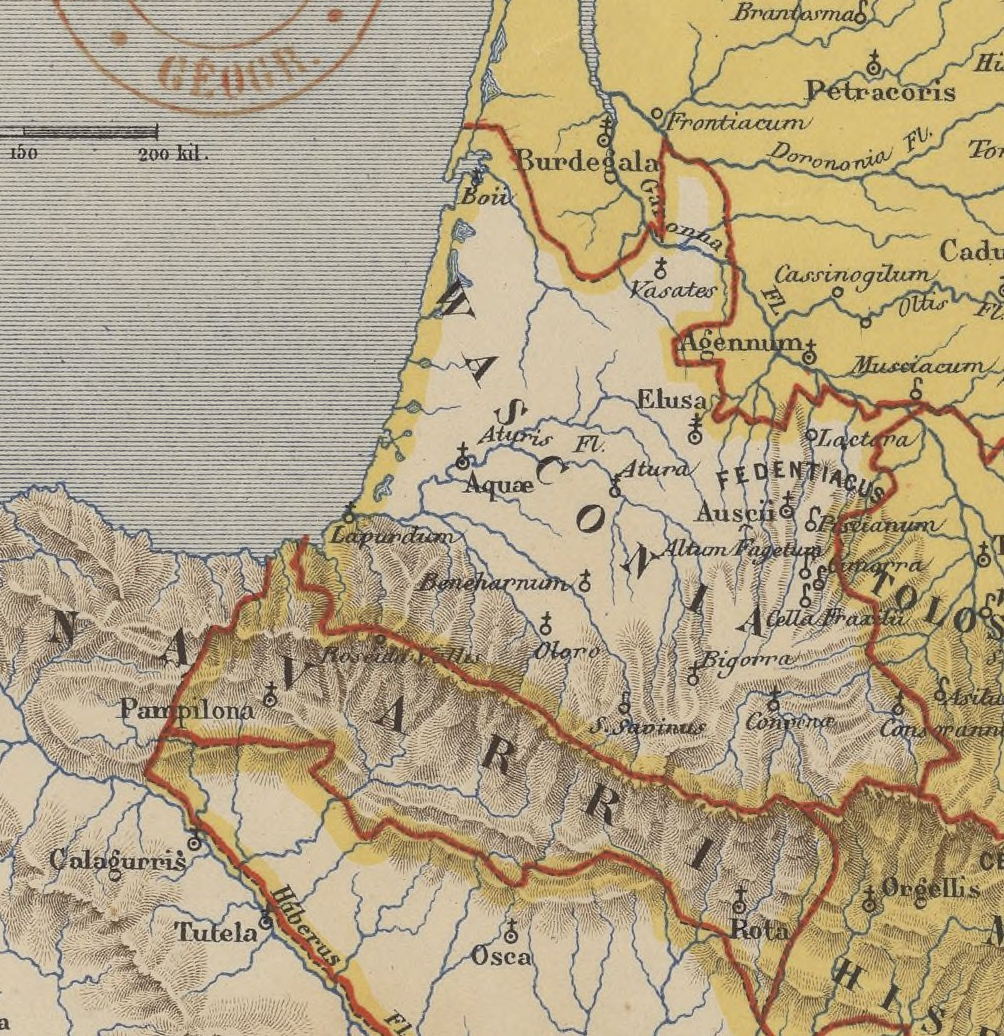
La Vasconie, pays tributaire du royaume d'Aquitaine en 806.

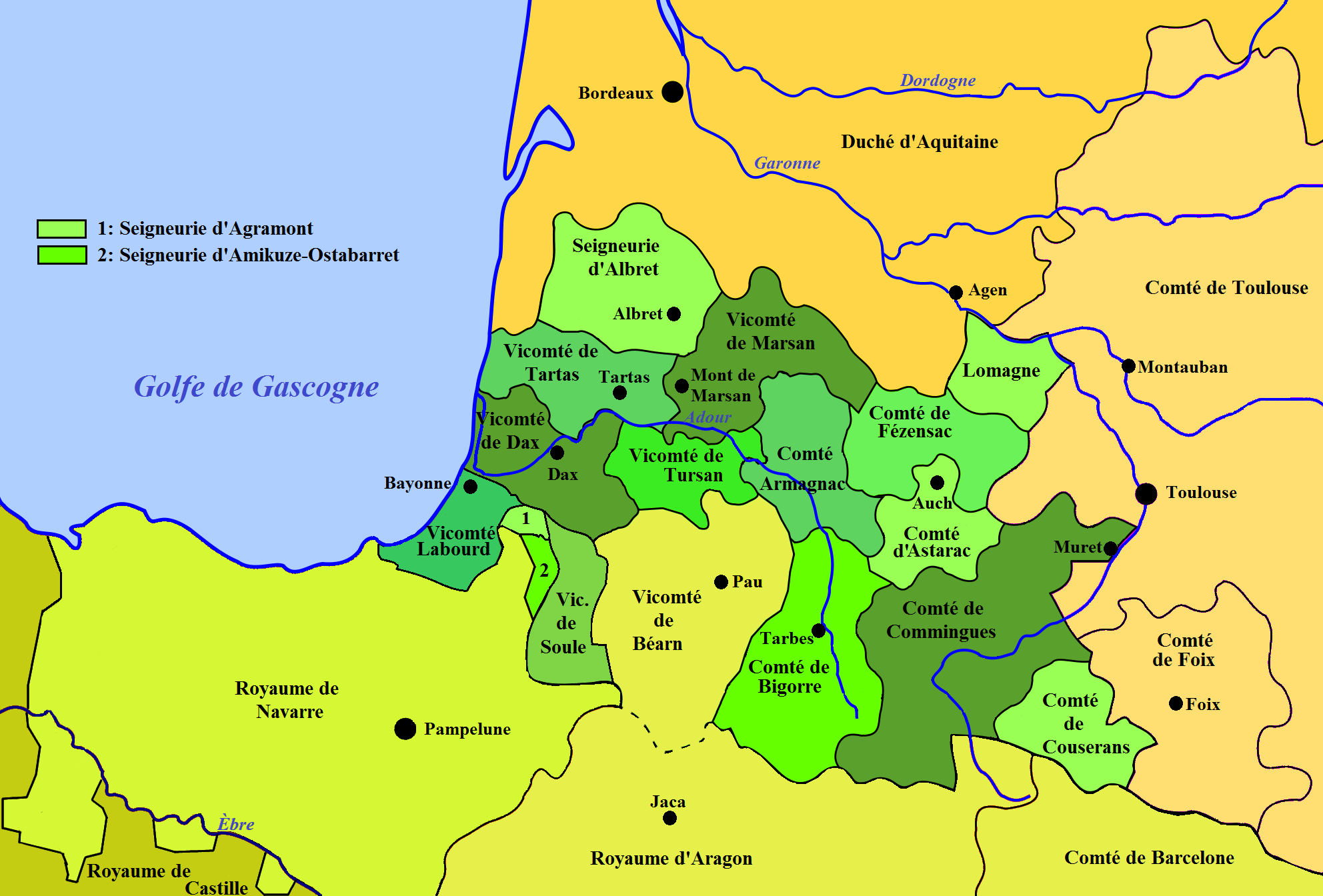
Duché de Gascogne en 1150, après la réunification avec le duché d'Aquitaine

### Débuts
Le premier duc de Vasconie est Genial, qui détient cette fonction jusqu'à sa mort en 627
Le duché s'est développé au début sur les bords de la Garonne, mais s'est répandu dans les années 630 jusqu'au versant nord des Pyrénées[pas clair], comprenant la province romaine du Bas-Empire de Novempopulania (ce qui était auparavant la province augustéenne de Gaule aquitaine), même au-delà des Pyrénées parfois. .
Le duché de Vasconie était principalement peuplé par des descendants des Aquitains et probablement d'habitants originaires de la péninsule comme les Vascons (dès le IIe siècle), avec qui les ducs de Vasconie ont maintenu des relations étroites,. Le duché de Vasconie a également bénéficié de l'autonomie caractéristique que les monarques mérovingiens accordaient aux territoires gouvernés par ses représentants, jusqu'au changement de dynastie avec l'avènement de la dynastie carolingienne, où son intégration fut décidée au duché d'Aquitaine à partir du VIIIe siècle. Le duché d'Aquitaine appartenait aux comtes de Gascogne, une entité féodale qui permit de former le duché d'Aquitaine-Vasconie. En 768, les deux entités se sont de nouveau séparées pour constituer le duché de Gascogne et le duché d'Aquitaine.

### Royaume carolingien d'Aquitaine et rébellions vasconnes (781-853)
En 781, Charlemagne décide de léguer à son fils héritier Louis le Pieux le Royaume d'Aquitaine, nouvellement établi, comprenant la Vasconie et la Septimanie. Cependant, les ducs vascons continuent de contester les représentants carolingiens, comtes de Bordeaux, Fezensac et Toulouse. Adalric, fils de Loup II, duc de Vasconie et duc lui-même a affronté, puis capturé Chorso, comte carolingien de Toulouse, avant de le libérer après qu'il eut prêté allégeance au duc de Vasconie. Charlemagne considére les conditions de sa libération humiliantes et destitue Chorso, le remplaçant par son homme de confiance Guillaume de Gellone. Celui-ci soumet les Vascons en 790. Leurs chefs ont par la suite fourni des troupes pour l'expédition de conquête de Barcelone en 801. 
Cependant, les dissensions entre les grandes familles vasconnes concernant leurs alliances avec les Carolingiens ont semé le terreau des rébellions qui éclatent à Pampelune vers 812 et s'étendent au nord, conduisant à l'ascension et à la chute du duc Séguin Ier (ou Sihimin, ou Jimeno selon certains) à Bordeaux, ainsi que la rébellion réprimée à Dax par Louis le Pieux en 817. Ces rébellions provoqueront les nominations et destitutions successives des ducs de Vasconie, ce qui culminera avec la deuxième bataille de Roncevaux et finalement la constitution du royaume de Pampelune.
Dès lors, le sud des Pyrénées semble se séparer définitivement du Duché, entendu alors comme une entité nord-pyrénéenne, de plus en plus minée par la féodalisation et la colonisation carolingienne : répartition des terres entre l'Église franque, et des dignitaires non Vascons (Wisigoths hispaniques, etc.), affectation de postes clés aux Francs, Burgondes et autres, christianisation (mission dans les Pyrénées à partir de 778), fragmentation en petites régions féodales... Jusqu'en 836, le duché reste en état de soulèvement, année où le duc Aznar Sanche est tué (« il a subi une mort horrible », comme le content les chroniques de l'époque). 
Les années suivantes sont marquées par les guerres intestines de succession dynastique, durant lesquelles les prétendants recherchent la domination sur la Vasconie. Pépin II d'Aquitaine se réfugie chez le duc Sancho Sanchez (Sans Sancion) en Vasconie, mais ce dernier choisit finalement de le remettre à Charles II le Chauve et de lui rendre hommage en 853, dernière fois qu'un duc vascon rendra hommage à un monarque carolingien. 

### Émiettement féodal du duché
Sous le règne de Sanche II, le connait le passage au système féodal : les détenteurs de comtés, vassaux du duc de Vasconie, profitent de la situation générale pour devenir héréditaires et accaparer une partie des pouvoirs ducaux.
Issus du duché de Vasconie, le comté de Bigorre et le comté de Fezensac (IXe siècle) ; le comté d'Armagnac (Xe siècle) est apparenté au précédent. Lors de sa création le comté de Comminges (Xe siècle) comprend le Couserans.
Le vicomte (latin vicecomes est une institution nouvelle de l'époque carolingienne, le mot est présent dans des documents à partir du IXe siècle. En Vasconie, plusieurs vicomtés apparaissent vers la fin du Xe siècle et le début du XIe siècle, notamment : Labourd, Maremne, Dax, Tartas, Béarn, Oloron, Marsan et Gabardan. Leur existence sera de durée variable, en fonction de fusions ultérieures, ainsi celle (par mariage) des vicomtés d'Oloron et de Béarn au milieu du XIe siècle.
Au niveau politique, il y aura des « Gascognes », surtout après la période des ducs de Gascogne, chaque seigneur (comte, vicomte) menant une politique autonome.

### Le duché auxXeetXIesiècles
Le duc de Vasconie Sanche Sanche étant mort sans héritier, son frère Guillaume Sanche, lui succéda vers 961 ; renommé pour sa victoire sur les Vikings à la bataille de Taller ainsi que pour la fondation du monastère ou abbaye de Saint-Sever (Landes), il régna sur la Gascogne jusqu’en 996 au moins.
Il eut, avec sa femme Urraca, fille de Garcia Sanchez roi de Pampelune, cinq enfants : Bernard Guillaume, Sanche-Guillaume, Brisque, épouse de Guillaume V d'Aquitaine, comte de Poitiers, duc d’Aquitaine, Garsende, épouse d’un grand seigneur de Bourgogne et Toda, femme de Bernard Ier, comte de Besalú.
Bernard Guillaume, duc de Gascogne et comte de Bordeaux, mort le 25 décembre 1009 sans laisser de postérité, le pouvoir échut à son frère Sanche Guillaume qui le garda jusqu’à sa mort, le 4 octobre 1032.
Son neveu, Eudes ou Odon de Poitiers hérita du duché de Gascogne puis du comté de Bordeaux. Il mourut en 1039 et Bernard dit Tupamaler, comte d’Armagnac fut reconnu comte de Gascogne. Bernard (Bernat) était, en effet, le petit-fils de Brisque de Gascogne et était donc le descendant le plus direct de Guillaume-Sanche au sens de la coutume. 
Mais le frère d'Eudes, Guy-Geoffroy ou Guillaume VIII d'Aquitaine, duc d’Aquitaine et comte de Poitou, lui contesta le pouvoir, étant devenu comte de Bordeaux vers 1044. En 1063, le duché de Vasconie disparaît finalement en tant qu'entité politique : le comte de Gascogne Bernard II Tumapaler doit abandonner la Vasconie cistérieure après sa défaite devant le duc d'Aquitaine Guillaume VIII à la bataille de La Castelle.
Guy-Geoffroy, plus connu sous le nom de Guillaume VIII d’Aquitaine, eut pour successeur Guillaume IX, célèbre troubadour, puis Guillaume X d'Aquitaine mort en 1137, suivi de sa fille Aliénor d'Aquitaine.

### La Gascogne après la fin du duché
L'histoire de la Vasconie comme entitié politique autonome s'arrête au XIe siècle, mais pas l'histoire de la Gascogne.
Pendant la guerre de Cent Ans, la principale division sera entre une Gascogne occidentale, située autour de Bordeaux, de Dax et de Bayonne, unie à l'Angleterre, et une Gascogne orientale située autour du comté d'Armagnac, du comté de Bigorre, ainsi que des premiers Foix-Béarn, et pro-française. Gaston III de Foix-Béarn, lui, revendiquera la neutralité et sa souveraineté sur le Béarn.
À l'époque moderne, la Gascogne est un gouvernement militaire du royaume de France.